# جین پیج
جین پیج (انگلیسی: Jean Paige؛ ۳ ژوئیهٔ ۱۸۹۵ – ۱۵ دسامبر ۱۹۹۰) یک هنرپیشه اهل ایالات متحده آمریکا بود.
وی بازیگر فیلم‌هایی همچون زیبای سیاه و کاپیتان بلاد بوده است.